# Traumnovelle

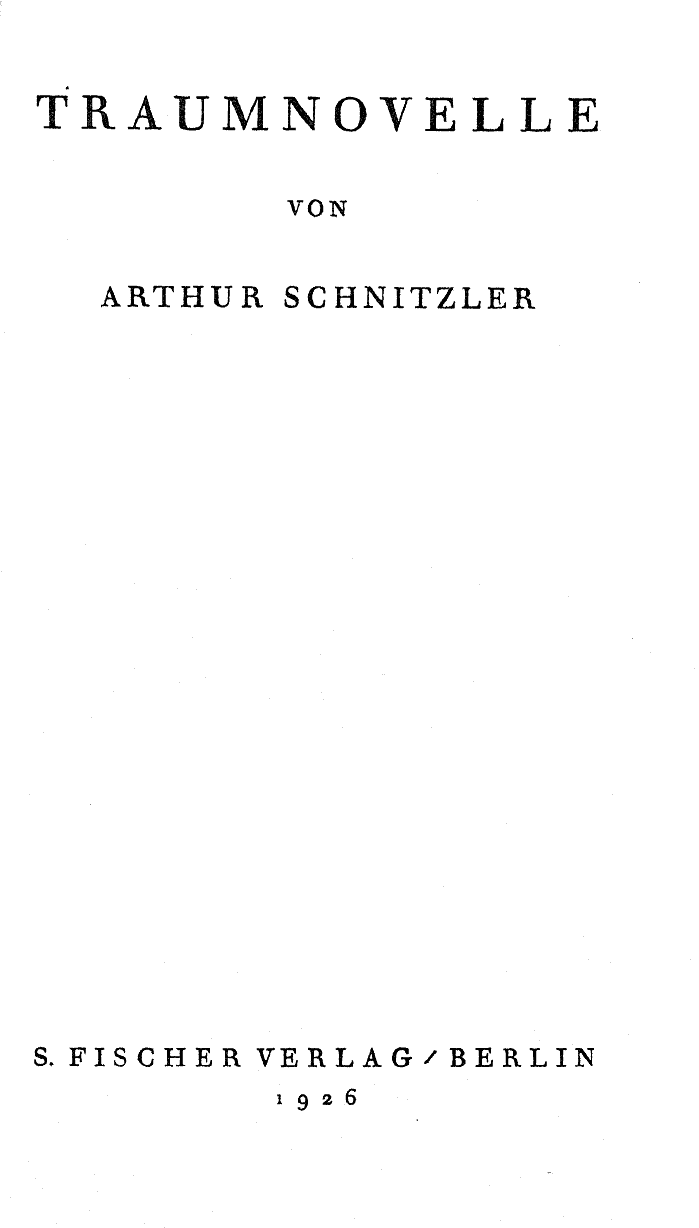
Traumnovelle, Titelblatt

Die Traumnovelle ist eine Novelle von Arthur Schnitzler. Sie erschien 1925 kapitelweise in der Berliner Modezeitschrift Die Dame. Die erste Buchausgabe kam 1926 im S.-Fischer-Verlag heraus.

## Inhalt
Schnitzler beschreibt in dieser Novelle die scheinbar harmonische Ehe des Arztes Fridolin und seiner Frau Albertine. Unter der Oberfläche werden beide von ungestillten erotischen Begierden und Träumen heimgesucht, die sich durch wechselseitige Entfremdung zu einer Ehekrise auswachsen.
Das Geheimnisvolle dieser Novelle rührt von der Entdeckungsreise Fridolins in sein Selbst her, einem Abstieg in die Tiefen seiner eigenen Psyche, und den Veränderungen in den Beziehungen zwischen Menschen. Sie verkörpert eine Fülle von psychologischer Metaphorik und Symbolismus – vermittelt aber den Protagonisten in der abschließenden Aussprache die Erkenntnis der Gefährdung ihrer Beziehung durch das Unbewusste und seiner Bewältigung.

## Handlungsübersicht
Erzählt werden die sonderbaren Geschehnisse einer Nacht und des darauffolgenden Tages, die dem Arzt Fridolin und seiner Frau Albertine widerfahren. Die sehr stark erotisch aufgeladenen Erfahrungen dieser Nacht drohen die Ehe der beiden zu zerstören.

### Erstes Kapitel
Fridolin, Mitte 30, und Albertine, Mitte 20, scheinen ein harmonisches Eheleben zu führen: Sie haben eine sechsjährige Tochter, Fridolin ist Arzt in der Wiener Poliklinik, Albertine kümmert sich liebevoll um Kind und Ehemann.
Am Tag nach einem Maskenball im Karneval, bei dem beide mit anderen geflirtet haben, danach jedoch miteinander eine Liebesnacht verbracht hatten, kommen jedoch geheime Wünsche ans Licht. Albertine erzählt von einem Mann, der im Sommerurlaub in Dänemark eine starke Anziehung auf sie ausgeübt hat. Fridolin erzählt daraufhin, dass er im gleichen Urlaub ein sehr junges Mädchen bei einem Spaziergang am Strand nackt gesehen hatte, von dessen Art er fasziniert war. Keiner der Eheleute ist jedoch untreu geworden.
Dennoch erfährt Fridolin bei dieser Gelegenheit, dass Albertine mit ihrer Situation unglücklich ist: Auch sie hätte gerne, wie es ihrem Mann gestattet war, vor der Ehe Liebeserfahrungen gesammelt.

### Zweites Kapitel
Am Abend wird Fridolin spät zu einem Krankenbesuch gerufen: Ein Privatpatient, ein Hofrat, hatte einen Herzinfarkt. Als Fridolin ankommt, ist der Mann jedoch bereits tot. Seine Tochter Marianne, die von den Geschehnissen mitgenommen ist, sitzt an seinem Bett und erklärt, dass sie nun vorhabe, mit ihrem Verlobten Dr. Roediger nach Göttingen zu ziehen, da er dorthin an die Universität berufen sei. Fridolin fühlt sich auf einmal klein gegenüber dem erfolgreichen Roediger. Plötzlich bricht Marianne in Tränen aus und gesteht Fridolin ihre Liebe, der davon nicht sehr überrascht ist. Er zieht sie an sich und küsst sie auf die Stirn, empfindet aber nichts dabei. Die Ankunft Dr. Roedigers unterbricht die peinliche Situation, Fridolin füllt den Totenschein aus, kondoliert und verlässt das Haus.

### Drittes Kapitel
Fridolin wandert verwirrt durch das nächtliche Wien, kann sich nicht entschließen, einfach zurück nach Hause zu gehen. Er wird von einem Studenten und Mitglied der „blauen Alemannia“ angerempelt und ausgelacht. Er überlegt, ob er ihn zum Duell herausfordern soll, und schwankt zwischen völliger Ablehnung und der Frage, ob es feige wäre, wenn er es nicht täte. Sein zielloses Umhergehen führt ihn in eine Gasse, wo Prostituierte ihre Dienste anbieten, und er wird von einem Mädchen namens Mizzi überredet, ihr auf das Zimmer zu folgen. Sie zieht sich aus, will ihn küssen, doch er wehrt ab. Er sagt, er wolle nur mit ihr reden. Sie bedauert, dass er sichtlich Angst habe, woraufhin er sich doch mit ihr einlassen will, was nun wiederum sie ablehnt. Bevor er geht, bietet er ihr Geld an, welches sie jedoch ablehnt. Zum Abschied küsst er ihre Hand, was sie rührt, weil dies sonst nur bei Damen üblich ist. Er beschließt, ihr am nächsten Tag Wein und Naschereien zu schicken.

### Viertes Kapitel
Fridolin streift wieder ziellos durch die Gassen und landet schließlich in einem Kaffeehaus. In der Abendzeitung liest er von einem jungen Mädchen, das sich vergiftet hat. Am Nachbartisch entdeckt er seinen Studienfreund Nachtigall, der inzwischen sein Geld mit Klavierspielen in Kaffeehäusern und auf geheimen Veranstaltungen verdient, Bällen, bei denen man ihm die Augen verbindet. Fridolin besteht darauf, dass Nachtigall ihn zu dem Ball, der in dieser Nacht stattfindet, mitnimmt. Nachtigall hält das für zu gefährlich, lässt sich aber dann doch überreden.
Fridolin begibt sich zum Haus des Kostümverleihers Gibiser, der trotz der späten Stunde noch bereit ist, Fridolin ein Mönchskostüm auszuleihen. Im Lager treffen die beiden Gibisers Tochter im Pierrettenkostüm zusammen mit zwei Männern im Femrichterkostüm an. Gibiser schimpft mit seiner Tochter, nennt sie ein verworfenes, wahnsinniges Geschöpf und droht den Männern mit der Polizei.
Wie abgemacht, trifft Fridolin vor dem Kostümverleih Nachtigall, der ihm die Parole des Abends verrät, die ihm Zutritt zu der geheimen Orgie verschaffen soll. Zufällig lautet diese „Dänemark“. Fridolin steigt in eine Kutsche und lässt diese Nachtigalls Kutsche folgen. Vor einer Villa halten die Wagen, Fridolin wird eingelassen in einen verdunkelten Saal, in dem sich bereits eine Gruppe Mönche und Nonnen aufhält. Fridolin fällt trotz Verkleidung als Fremder auf, und eine Frau flüstert ihm zu, dass er besser sofort verschwinden solle. Fridolin bleibt.
Die Türen rings um den Saal öffnen sich, und herein kommen Frauen, die außer einem Schleier um den Kopf vollständig nackt sind. Im Saal breitet sich eine knisternde erotische Atmosphäre aus. Die Männer stürzen auf die Frauen zu und beginnen mit ihnen zu tanzen. Fridolin wird ebenfalls von einer Nackten aufgefordert, doch seine Warnerin erscheint erneut und drängt darauf, dass er sofort fliehen solle. Fridolin weigert sich und behauptet, die ganze geheime Gesellschaft sei eine Farce, und mit ihm treibe man ein besonders irres Spiel. Ohne sie werde er nicht gehen. Als Fridolin ihr den Schleier abnehmen will, weicht sie zurück und erklärt, was mit denen passiert, die unter ihrer Maske erkannt werden: Gerade kürzlich hatte ein Mann einem Mädchen beim Tanz den Schleier heruntergerissen. Er wurde entlarvt und ausgepeitscht. Das Mädchen vergiftete sich vor ihrem Hochzeitstag.
Ein Mann fragt Fridolin nach der Parole des Innenhauses, die dieser nicht kennt, da es eine andere als die Eingangsparole ist. Fridolin wird als Eindringling erkannt, und die Männer fordern ihn auf, die Maske abzunehmen. Fridolins Warnerin tritt hervor und erklärt, sich für ihn zu opfern. Fridolin wird eindringlich ermahnt, keine Nachforschungen anzustellen, und aus dem Haus gejagt. Er sieht noch die langen dunklen Haare seiner Retterin, erfährt aber nicht, was mit ihr geschieht.
Vor dem Haus wird ihm eine Kutsche mit verdunkelten Fenstern angewiesen, die ihn auf einem Feld absetzt. Er geht Richtung Stadt, nimmt sich dort eine Kutsche und fährt heim.

### Fünftes Kapitel
Um vier Uhr morgens kommt Fridolin nach Hause, versteckt das Kostüm im Schrank und geht ins Schlafzimmer. Dort findet er Albertine, die sich im Schlaf windet und plötzlich schrill loslacht. Er weckt sie auf und fragt sie nach ihrem Traum. Sie erzählt: Sie sei mit ihm am Wörthersee gewesen; beide, angezogen wie Prinz und Prinzessin, seien sie über die Landschaft hinweggeflogen. Das sei ihre Hochzeitsreise gewesen. Auf einer Wiese seien sie gelandet und hätten sich dort geliebt. Beim Aufwachen am nächsten Morgen sei die Kleidung weg gewesen, und Fridolin sei entsetzt ins Tal gestürzt, um Kleidung zu besorgen. Während seiner Abwesenheit sei der Däne gekommen und habe sie auf der Wiese verführt, während um sie viele andere Paare waren. Fridolin indessen sei festgenommen und nackt in einem Burghof angekettet worden. Die Fürstin habe ihn begnadigen wollen, wenn er ihr Liebhaber sein würde, doch er sei Albertine treu geblieben. Daraufhin sei Fridolin in einem Folterkeller gelandet, die Fürstin sei hinzugetreten, um den Grausamkeiten zuzusehen, und sie habe ausgesehen wie das Mädchen am Strand in Dänemark. Nach der zweiten Aufforderung, ihren Wünschen nachzukommen, die Fridolin aus bürgerlicher Moral und Liebe zu Albertine ablehnt, wird er weiter gefoltert. Schließlich sei auf der Blumenwiese ein Kreuz für Fridolin errichtet worden, wo man ihn vor Albertines Augen angeschlagen habe. Albertine habe keinerlei Mitgefühl empfunden, sondern ihn sogar verhöhnen wollen für seine Treue zu ihr. Dennoch sei sie ihm entgegengelaufen, doch sie hätten einander verfehlt und sie habe ganz laut gelacht, um ihn wenigstens ihre Stimme hören zu lassen.
Fridolin ist nach dieser Erzählung entsetzt und kann sich ein normales Eheleben mit Albertine nicht mehr vorstellen. In seinen Augen hat sie ihn real betrogen und ans Kreuz schlagen lassen. Dennoch kann er seine Frau nicht hassen.

### Sechstes Kapitel
Am nächsten Morgen verlässt Fridolin mit dem Kostüm das Haus und begibt sich nach einem Krankenbesuch in das Kaffeehaus, wo er am Abend zuvor Nachtigall getroffen hat. Die Kassiererin nennt ihm Nachtigalls Pension, und Fridolin fährt dorthin. Der Portier berichtet, Nachtigall sei frühmorgens von zwei vermummten Herren abgeholt worden.
Fridolin fährt als Nächstes zum Kostümverleiher Gibiser und bringt die Mönchskutte zurück. Er will mit Gibiser über dessen Tochter sprechen, der jedoch verbittet sich Fridolins Einmischung. Plötzlich tritt einer der Femrichter aus der Zimmertür von Gibisers Tochter heraus. Fridolin gibt auf und fährt zu seiner Dienstzeit ins Krankenhaus. Dort werden einige Personalangelegenheiten besprochen, und Fridolin erwägt, seine unterbrochene Forscherkarriere wieder aufzunehmen.
Mittags spürt Fridolin das Verlangen, die Villa der letzten Nacht zu suchen. Unterwegs fragt er sich, was wohl aus seiner Retterin geworden sein mag. Tatsächlich findet er das Haus, das jedoch unbewohnt scheint. Ein Diener tritt heraus und reicht ihm einen an ihn adressierten Brief, in dem Fridolin die zweite (so der Wortlaut, also nicht die letzte) Warnung mit der Aufforderung, keine Nachforschungen anzustellen, erhält. Eingeschüchtert fährt er zum Essen nach Hause und wundert sich, warum er gegen seine Frau keinen Hass verspürt. Er nimmt sich vor, die verpassten Gelegenheiten der letzten Nacht zu ergreifen und sich damit an Albertine zu rächen.
Als erstes fährt er zu Marianne, die er dann doch nicht verführt. Er wünscht ihr alles Gute für ihre Zukunft, woraufhin sie in Tränen ausbricht. Er empfindet kein Mitgefühl, nur Ungeduld, und verlässt das Haus. In einem kurzen Moment der Reue spielt er mit dem Gedanken, umzukehren, unterlässt es aber. Dann sucht er die Wohnung von Mizzi auf, doch er trifft nur eine ihrer Kolleginnen an, die ihm sagt, dass Mizzi ins Krankenhaus gebracht worden sei. Fridolin versinkt in Selbstmitleid und schafft es nicht, nach Hause zu gehen. Stattdessen liest er wieder in einem Kaffeehaus Zeitung: Eine Baronin D. habe sich in einem vornehmen Hotel vergiftet. Fridolin beschleicht die Befürchtung, dass es sich sehr gut um seine Retterin handeln könnte. Er fährt ins Krankenhaus und erfährt dort, dass die Frau am Nachmittag gestorben ist. Fridolin geht ins Pathologische Institut, um dort nach ihrer Leiche zu suchen. Die Tote, die ihm dort gezeigt wird, kann er nicht zweifelsfrei identifizieren. Er berührt sie, nimmt ihre Hand in die seine und beugt sich zu ihr hinab. Als sich der anwesende Pathologe darüber wundert, hört Fridolin sofort auf.

### Siebtes Kapitel
Wieder mitten in der Nacht kommt Fridolin nach Hause und betritt das Schlafzimmer, während Albertine ruhig schläft. Er nimmt sich vor, ihr die Erlebnisse zu beichten, als wären sie ein Traum gewesen. Da sieht er auf seinem Kopfkissen die Maske seines Mönchskostüms liegen, die er offenbar zurückzugeben vergessen hatte. Albertine hatte sie gefunden und dorthin gelegt. Fridolin deutet dies als milde Warnung und Bereitschaft, ihm zu verzeihen. Er weint, so dass Albertine aufwacht und ihn streichelt. Fridolin beginnt seine Beichte, die Albertine nicht ein einziges Mal unterbricht. Beide sind dankbar, dass sie aus den wirklichen und den geträumten Abenteuern heil davongekommen sind. – „Nun sind wir wohl erwacht“, sagt Albertine, „für lange“. Die Novelle endet mit dem „hellen Kinderlachen“ der gemeinsamen Tochter am nächsten Morgen.

## Personencharakteristik
Die beiden zentralen Figuren in dieser Novelle sind Fridolin und Albertine. Sie sind verheiratet, und es scheint, als ob sie bisher eine intakte Beziehung geführt hätten. Jedoch wird in der Novelle deutlich, dass ihre Beziehung Gefahr läuft zu scheitern, da sie beide in Gedanken erotischen Verlockungen anderer erliegen.
Albertine repräsentiert die „typische“ Frau um die Jahrhundertwende. Sie hat früh geheiratet und ihre Triebe unterdrücken müssen, um jungfräulich in die Ehe zu gehen. Jetzt, da sie älter geworden ist, empfindet sie die frühe Hochzeit und die sexuelle Unterdrückung als Verlust eines ausgekosteten Lebens einer jungen Frau. Den Verzicht, den sie erlebt hat, versucht sie durch ihren Traum von einem Liebesabenteuer mit einem fremden Mann zu kompensieren. Wiederholt deutet sie Vorwürfe gegenüber ihrem Mann an, der in seiner Jugend seine Sexualität nicht hat zu unterdrücken brauchen. Ihren Traum, in dem sie ihren – durchaus geliebten – Mann foltern lässt und sogar seiner Kreuzigung höhnisch lachend zuschaut, kann man so als eine Art unbewusste Rache für den erzwungenen Triebverzicht sehen, für den sie ihren Mann verantwortlich macht.
Fridolin begegnet in den zwei Nächten vielen Personen. Doch bei keiner Begegnung kommt es zu einem Ende, immer bleiben Fragen offen, beispielsweise die nach dem Verbleib von Nachtigall, der des Krankheitsverlaufs Mizzis oder der weiteren Lebensgeschichte der Tochter des Kostümverleihers.

## Bibliografisches
Erstmals veröffentlicht wurde die Traumnovelle in der Zeitschrift Die Dame, Berlin, 53. Jahrgang, Heft 6 (Dezember 1925) bis Heft 12 (März 1926). Die erste Buchausgabe erschien 1926 im S. Fischer Verlag. Verleger Samuel Fischer hatte gegenüber Arthur Schnitzler zunächst vorgeschlagen, die Novelle Kein Traum ist völlig Traum zu nennen. Dies lehnte der Autor jedoch ab. Schnitzler selbst hatte überlegt, sein Werk Doppelnovelle zu nennen (wohl wegen der zwei parallelen Träume Albertines und Fridolins oder der zwei Ebenen Unbewusstsein und Bewusstsein), diesen Vorschlag aber letztlich verworfen.

## Rezeptionsgeschichte und Verfilmungen
Trotz guter Kritiken konnte Schnitzler mit Traumnovelle nicht an seinen letzten großen Erfolg, die Erzählung Fräulein Else aus dem Jahr 1924, anknüpfen. Bereits ab den 1920er Jahren galt er als „Dichter einer versunkenen Welt“.
Während der Zeit des Nationalsozialismus waren Schnitzlers Werke verboten. Erst in den 1960er Jahren setzte die wissenschaftliche Rezeption wieder ein. Das Hauptaugenmerk lag dabei zunächst auf der künstlerischen Gestalt und der geschichtlichen Einordnung des Werks, später wurden einzelne Motive und Aspekte fokussiert und Schnitzlers eigenständige moderne Wirklichkeitsauffassung genauer untersucht.
- 1969 wurde die Traumnovelle von Wolfgang Glück mit Karlheinz Böhm in der Hauptrolle verfilmt.
- 1999 verarbeitete Stanley Kubrick den Stoff in dem Film Eyes Wide Shut. Der Ort der Handlung wurde nach New York und die Zeit der Handlung in die Gegenwart verlegt. In den Hauptrollen spielten Tom Cruise und seine damalige Ehefrau, Nicole Kidman. Eyes Wide Shut war der letzte vollendete Film von Stanley Kubrick.
- 2007 inszenierte der Film- und Theaterregisseur Ludwig Wüst eine eigene Bearbeitung der Traumnovelle als freizügiges Kammerspiel in der Kaiser-Suite des Wiener Stundenhotels Hotel Orient.[2]
- 2011 wurde die Bühnenfassung der Traumnovelle von Igor Bauersima im Theater in der Josefstadt uraufgeführt.[3]
- 2012 veröffentlichte der Berliner Illustrator Jakob Hinrichs eine Graphic-Novel-Adaption der Traumnovelle im Stil der Siebdrucke und Farbholzschnitte der 1960er Jahre, in der er auch eigene interpretatorische Akzente setzt.[4]
- Seit 2025 ist die Novelle als Konzertlesung mit Schauspieler Andreas Pietschmann und Musiker Stefan Weinzierl zu erleben.[5]

## Hörspielbearbeitung
- 2018 bearbeitete und inszenierte Katja Langenbach die Traumnovelle als Hörspiel für den Bayerischen Rundfunk, mit Katja Bürkle, Shenja Lacher, Steven Scharf, Anna Drexler, Kathrin von Steinburg, Georgia Stahl, Aurel Manthei, René Dumont, Stefan Wilkening u. a.[6]